# 科蘇埃拉
26°56′S 60°58′W / 26.933°S 60.967°W

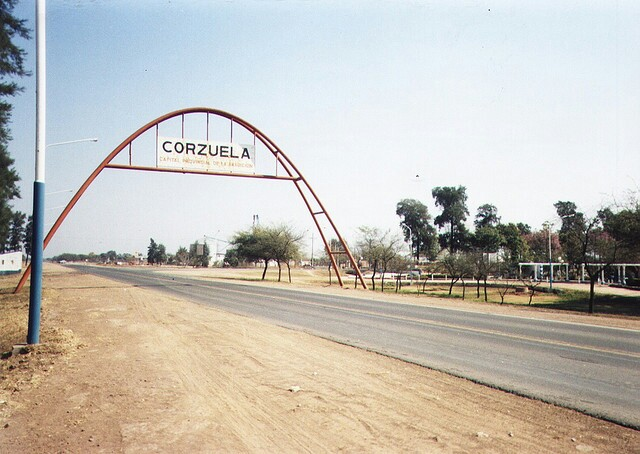
科蘇埃拉

科蘇埃拉（西班牙語：Corzuela），是阿根廷的城鎮，位於該國北部查科省，是貝爾格拉諾將軍縣的首府，分別距離羅克薩恩斯培尼亞總統城和雷西斯滕西亞70公里和230公里，始建於1921年7月11日，海拔高度95米，2010年人口10,335。